# Diplotropis ferruginea
Diplotropis ferruginea är en ärtväxtart som beskrevs av George Bentham. Diplotropis ferruginea ingår i släktet Diplotropis och familjen ärtväxter. Inga underarter finns listade i Catalogue of Life.